# San Joaquín, Atotonilco el Alto
San Joaquín är en ort i Mexiko.   Den ligger i kommunen Atotonilco el Alto och delstaten Jalisco, i den centrala delen av landet, 400 km väster om huvudstaden Mexico City. San Joaquín ligger 1 554 meter över havet och antalet invånare är 598.
Terrängen runt San Joaquín är kuperad åt nordväst, men åt sydost är den platt. Runt San Joaquín är det ganska tätbefolkat, med 108 invånare per kvadratkilometer. Närmaste större samhälle är Atotonilco el Alto, 7,6 km norr om San Joaquín. Trakten runt San Joaquín består till största delen av jordbruksmark.